# Christopher Baker
 (juillet 2025).
Pour les articles homonymes, voir Baker.
Christopher Robin Baker né le 7 juin 1937 à Thornton Heath, dans le comté de Surrey, en Angleterre (Royaume-Uni) et mort le 20 février 2011 dans un foyer Sue Ryder dans le comté de Berkshire était un réalisateur et assistant de production britannique qui a principalement travaillé pour la BBC. Il est connu pour son caméo dans le feuilleton The Brain of Morbius de la série télévisée Doctor Who en 1976.

## Biographie

### Jeunesse
Né à Thornton Heath, Surrey (Angleterre), le lundi 7 juin 1937, Christopher Robin Baker grandit à Stanford-le-Hope, Essex, dans la même maison que son grand-père, qui avait servi dans la RAF. 

### Carrière militaire
En 1956, à l'âge de 18 ans, Chris suit ses traces en s'engageant comme militaire 3521732. Il est transféré à la RAF d'Oakington, dans le Cambridgeshire, pour terminer sa formation de pilote sur des jets De Havilland Vampire. Mais un drame survient lorsque, le 27 mai 1957, peu après avoir décollé d'Oakington, son jet perd de la puissance à cause d'un incendie de moteur en plein vol et s'écrase à travers une haie dans un champ près de Primrose Green, dans le Norfolk. Chris n'a sauvé ses jambes qu'au moment de l'impact en les hissant sur le tableau de bord et a pu sortir par un trou dans le cône de nez de l'avion. Il a quitté la RAF brusquement après l'accident, à la grande surprise de ses collègues.

### Carrière dans le cinéma
Cette décision l'a conduit à une nouvelle carrière et c'est ainsi qu'à la fin de 1957, il a commencé sa formation à la BBC en tant qu'assistant chef de studio, travaillant sur des épisodes en direct de la série policière Dixon of Dock Green. Après un bref passage à la télévision indépendante au début des années 1960, lorsqu'il a déménagé à Southampton, Chris est retourné à la BBC en tant que directeur de production pour Verity Lambert sur sa série de 1968 W. Somerset Maugham. À cette époque, les directeurs de production ne recevaient aucune reconnaissance à l'écran, mais le travail de Chris sur la pièce Edna the Inebriate Woman (1971) a tellement impressionné sa productrice, Irene Shubik, qu'elle lui a accordé un crédit en tant que membre de l'« équipe de production ». Par la suite, Chris est resté avec BBC Plays dans les nouveaux studios Pebble Mill à Birmingham. En 1972, il est directeur de production pour This Quiet Earth et pour la présentation The Adventures of Don Quixote de Play of the Month. L'année suivante, il est assistant de production pour A Tragedy of Two Ambitions. Il a obtenu ses deux premiers crédits de réalisateur sur la série policière Z-Cars, d'abord avec l'épisode « Night Train » de 1974 et l'épisode « Scapegoat » de 1975.
Quelques mois plus tard, il se voit confier une production de 30 minutes dans le cadre de la série Centre Play de BBC2. Sa production, The Stick Insect, nécessite un déménagement du Pebble Mill au Television Centre dans le quartier londonien de Shepherds Bush. C'est ainsi qu'il s'est retrouvé dans un bureau situé dans le même couloir que l'équipe de production de Doctor Who, au moment même où Carol Wiseman lançait un appel à volontaires. Chris a enfilé son costume de Doctor Who en puritain du XVIIe siècle, avec perruque et fausse barbe, et a posé pour le photographe de la BBC Bob Komar. Cette photo est apparue dans le feuilleton The Brain of Morbius et a été réutilisée plus de quarante ans plus tard dans l'épisode Les Enfants intemporels en 2020.
Il a ensuite réalisé des épisodes de The Brothers en 1976. En 1978, il est l'un des réalisateurs de The Standard. Il a également réalisé des épisodes de All Creatures Great and Small. Dans les années 1980, il a quitté la BBC pour réaliser des émissions telles que Emmerdale Farm, Hold the Back Page et Cuffy. En 1987, il devient l'un des réalisateurs de Star Cops et, l'année suivante, il réalise Billy's Christmas Angels. Il devient ensuite l'un des réalisateurs de Boon.
Sa dernière prestation télévisée a été pour la série policière Specials (1991) de la BBC, après quoi il a pris une retraite anticipée, à l'âge de 54 ans, et a disparu de la circulation. Le 20 février 2011, Christopher Baker est décédé d'une leucémie myéloïde dans un foyer Sue Ryder du Berkshire. Il avait 73 ans.

## Filmographie
| Année     | Titre                         | Fonction                    | Notes                                                    |
| --------- | ----------------------------- | --------------------------- | -------------------------------------------------------- |
| 1957      | Dixon of Dock Green           | Assistant du chef de studio |                                                          |
| 1968      | W. Somerset Maugham           | Responsable de production   |                                                          |
| 1971      | Edna the Inebriate Woman      | Responsable de production   |                                                          |
| 1972      | This Quiet Earth              | Responsable de production   |                                                          |
| 1972      | The Adventures of Don Quixote | Responsable de production   |                                                          |
| 1973      | A Tragedy of Two Ambitions    | Assistant de production     |                                                          |
| 1974-1975 | Z-Cars                        | Réalisateur                 | 3 épisodes                                               |
| 1975      | Centre Play                   | Réalisateur                 | Épisode: "The Stick Insect"                              |
| 1976      | Doctor Who                    | Caméo (Photo)               | 1 épisode; feuilleton The Brain of Morbius               |
| 1976      | The Brothers                  | Réalisateur                 | 9 épisodes                                               |
| 1978      | The Standard                  | Réalisateur                 | Épisode: "Silence Is Golden"                             |
| 1978      | All Creatures Great and Small | Réalisateur                 | 4 épisodes                                               |
| 1978      | Scottish Playbill             | Réalisateur                 | Épisode: "If the Face Fits"                              |
| 1979      | Don't Forget to Write!        | Réalisateur                 | 4 épisodes                                               |
| 1980      | ITV Playhouse                 | Réalisateur                 | Épisode: "The Lady"                                      |
| 1980      | The Enigma Files              | Réalisateur                 | 2 épisodes                                               |
| 1980      | Square Mile of Murder         | Réalisateur                 | 2 épisodes                                               |
| 1980-1982 | Nobody's Perfect              | Réalisateur                 | 14 épisodes                                              |
| 1981-1982 | The Gentle Touch              | Réalisateur                 | 2 épisodes                                               |
| 1982      | Squadron                      | Réalisateur                 | 2 épisodes                                               |
| 1982      | P.O.S.H                       | Réalisateur                 | Téléfilm                                                 |
| 1983-1984 | Emmerdale Farm                | Réalisateur                 | 12 épisodes                                              |
| 1983      | Cuffy                         | Réalisateur                 | Also on production team; Épisode: "Cuffy and a Downpour" |
| 1984      | One by One                    | Réalisateur                 | 6 épisodes                                               |
| 1985-1986 | Hold the Back Page            | Réalisateur                 | 5 épisodes                                               |
| 1985-1986 | Gems                          | Réalisateur                 | 18 épisodes                                              |
| 1987      | Star Cops                     | Réalisateur                 | 5 épisodes                                               |
| 1988      | The Play on One               | Réalisateur                 | Épisode: "Unreported Incident"                           |
| 1988      | Billy’s Christmas Angels      | Réalisateur                 | Téléfilm                                                 |
| 1989-1990 | Boon                          | Réalisateur                 | 5 épisodes                                               |
| 1991      | Specials                      | Réalisateur                 | 5 épisodes                                               |
| 2015      | The Ten Doctors               | Caméo (Photo)               | Image d'archive; fan series; Épisode: "The Final Trap"   |
| 2020      | Doctor Who                    | Caméo (Photo)               | Image d'archive; épisode "Les Enfants intemporels"       |